# Jordan Road-Canyon Creek
Jordan Road-Canyon Creek, nyní pouze Canyon Creek, je obec v okrese Snohomish v americkém státě Washington. Při sčítání lidu v roce 2010 zde žilo 3 200 obyvatel, z nichž 93 % tvořili běloši a po necelém procentu Asiaté a původní obyvatelé. 5 % obyvatelstva se hlásilo k hispánskému původu. Z celkové rozlohy 15,2 km² tvořila 2 procenta voda.